# Jazzhus Montmartre

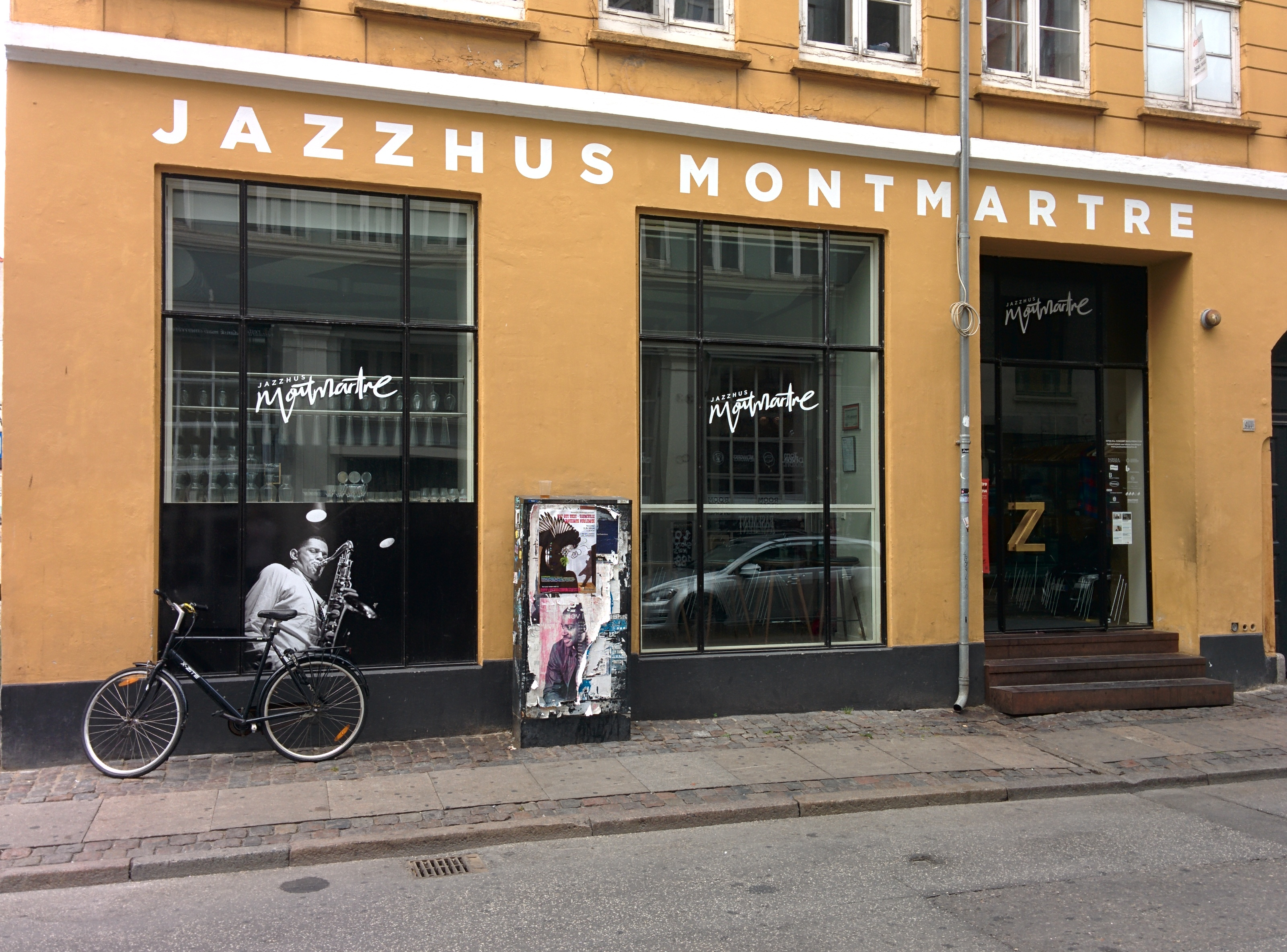
Jazzhus Montmartre, Store Regnegade 19, 1961–1976

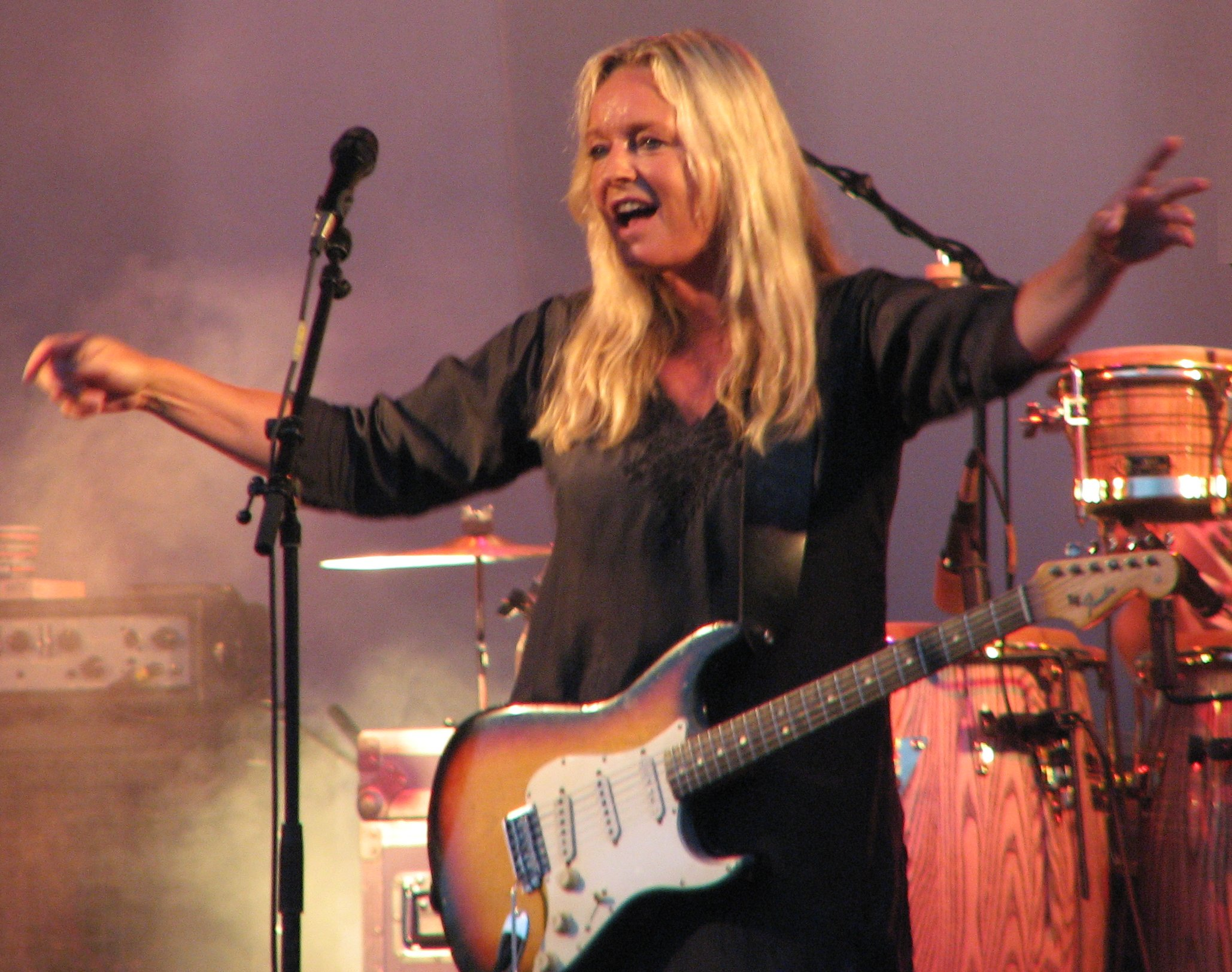
Anne Linnet drev Montmartre 1989–1995

Jazzhus Montmartre, eller Café Montmartre, är en jazzklubb i Köpenhamn i Danmark.

## Historik
Jazzklubben öppnades 1959 vid Dahlerupsgade av Anders Dyrup med en tvåveckorsperiod med klarinettisten George Lewis. Programmet dominerades i början av dixieland. Stan Getz bodde 1959–1961 i Köpenhamn och spelade regelbundet på Montmartre. 
Nyårsafton 1961 återöppnade Jazzhus Montmartre under Herluf Kamp-Larsen i nya lokaler vid Store Regnegade. Montmartre utvecklades till en av de ledande jazzscenerna i Europa, under många år med Kenny Drew, Alex Riel och Niels-Henning Ørsted Pedersen som återkommande rytmgrupper, vilka ackompanjerade framstående gästmusiker. Från 1976 låg jazzklubben på Nørregade 41 och ägdes av Kay Sørensen (1938–1988).
Kay Sørensen dog 1989, varefter Montmartre såldes till Eli Pries och 1992 till popmusikern Anne Linnet, varvid inriktningen ändrades till technomusik. Montmartre på Nørregade stängde 1995.

## Återöppnande 2010
Jazzhus Montmartre återöppnade i sina ursprungliga lokaler på Store Regnegade i maj 2010 under ledning av journalisten Rune Bech och jazzpianisten Niels Lan Doky. År 2016 blev jazzpianisten Jan Lundgren musikalisk ledare.

## Urval av album med inspelade konserter på Jazzhus Montmartre
- Dexter Gordon & Atli Bjorn Trio: Cry Me a River (SteepleChase, 1962)
- Roland Kirk: Kirk in Copenhagen (Mercury Records, 1963)
- Bill Evans: Jazzhouse (Milestone, 1969/1987), You're Gonna Hear From Me (Milestone, 1969/1988)
- Johnny Griffin: Blues for Harvey (SteepleChase, 1973)
- Stan Getz: Live at Montmartre (SteepleChase, 1977), Anniversary! (Emarcy, 1987/1989), Serenity (Emarcy, 1987/1991), People Time: The Complete Recordings (Sunnyside, 1991/2010)
- Ben Webster: At Montmartre 1965–1966 (Storyville), My Man: Live at Montmartre 1973 (SteepleChase)
- Thad Jones: Live at Montmartre (Storyville, 1978)
- Chet Baker: Daybreak (Steeplechase, 1979), This Is Always (Steeplechase, 1979), Someday My Prince Will Come (SteepleChase, 1979)